# جامع المنستير
بَلَدِيَّةُ جَامِعِ المُنَسْتِيرِ (بالإسبانية: Algimia de Almonacid)‏، هي إحدى بلديات مقاطعة كاستيلون التي تقع في منطقة بلنسية، في شرق إسبانيا.
يبلغ عدد سكانها 286 نسمة وفقاً لإحصائية سنة (2006).